# 大阿爾塔科韋
47°13′11″N 33°3′44″E / 47.21972°N 33.06222°E
大阿爾塔科韋（烏克蘭語：Велике Артакове），是烏克蘭南部的村莊，隸屬尼古拉耶夫州的巴什坦卡區。該村始建於1873年，面積0.38平方公里，海拔高度7米，2001年人口169，人口密度每平方公里444.7人。